# أنيت ميلتون
أنيت ميلتون (بالإنجليزية: Annette Melton) هي ممثلة ومقدمة برامج تلفزيونية أسترالية، ولدت في سيدني في أستراليا.

## وصلات خارجية
- أنيت ميلتون على موقع IMDb (الإنجليزية)